# Lagarostrobos franklinii
Pour les articles homonymes, voir Huon.
Espèce
Classification phylogénétique
Statut de conservation UICN

 LC  : Préoccupation mineure
Le pin Huon (Lagarostrobos franklinii) est une espèce de conifère originaire de la partie humide sud-ouest de la Tasmanie, en Australie.

## Présentation
C'est une espèce du genre Lagarostrobos qui contient peu d'espèces.
Contrairement à ce que pourrait laisser croire son nom, il ne s'agit pas d'un pin mais d'une espèce proche des Podocarpus.
Il doit son nom au fait qu'il a été trouvé au bord du fleuve Huon, baptisé du nom du Breton Jean-Michel Huon de Kermadec, commandant de L'Espérance, un des bateaux chargés par le roi de France Louis XVI de retrouver La Pérouse en 1791.
C'est un arbre à croissance lente et à durée de vie élevée. Quelques-uns des specimens encore en vie ont dépassé 2000 ans. Il mesure entre 10 et 20 m de haut, atteignant exceptionnellement 30 m. Il a des branches arquées avec les plus petites pendantes.
Les feuilles, disposées en spirales, sont très petites (1 à 3 mm de long), en forme d'écailles recouvrant les axes.
C'est une plante dioïque avec des arbres mâles et des arbres femelles. Les cônes mâles sont jaunes, mesurant 5 à 8 mm de long pour 1 à 2 mm de diamètre. Les cônes femelles sont très différents et ressemblent à des baies avec 5 à 10 écailles peu serrées qui s'ouvrent complètement à maturité, au bout de 6 à 8 mois, avec une graine de 2 à 2,5 mm sous chaque écaille. À la différence du Manoao néozélandais, les écailles ne deviennent pas charnues et sont dispersées par l'eau et non par les oiseaux (Molloy 1995).
Un groupe d'arbres censé avoir plus de 10 500 ans a été récemment trouvé au nord-ouest de la Tasmanie, sur le Mont Read. Chacun des arbres du bosquet est un mâle génétiquement identique à tous les autres, de sorte que ce bosquet peut être considéré comme formé d'un seul individu.
Son bois était fortement apprécié pour sa couleur d'un jaune doré, son grain fin et ses huiles naturelles (méthyleugénol) qui lui permettent de résister à la pourriture. Mais les abattages trop importants et sa faible vitesse de croissance ont réduit son aire de répartition à moins de 10 500 hectares. À l'heure actuelle, c'est un arbre protégé dans la zone du Tasmanian Wilderness World Heritage.

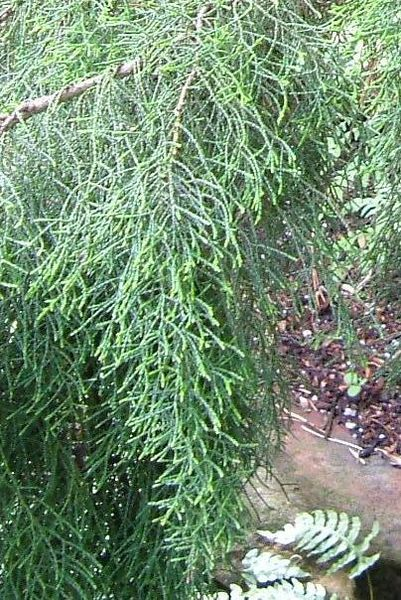
Gros plan sur le feuillage de pin Huon.